# Хаббард, Теодора
Теодора Хаббард (англ. Theodora Hubbard, полное имя Theodora Kimball Hubbard; 1887—1935) — американская библиотекарь и педагог.
Первый библиотекарь Harvard School of Landscape Architecture, ныне Гарвардская высшая школа дизайна. Была автором многих трудов на тему ландшафтной архитектуры.

## Биография
Родилась 26 февраля 1887 года в Уэст-Ньютоне, штат Массачусетс, и была старшей сестрой известного историка архитектуры Сидни Кимбелла.
В 1904 году окончила женскую латинскую школу в Бостоне и затем в этом же году поступила в Симмонс-колледж (ныне Университет Симмонса), обучение в котором окончила в 1908 году. В 1917 году Теодора получила степень магистра библиотечного дела в Симмонс-колледже с выпускной работой по английскому садоводству.
Сначала некоторое время Теодора Хаббард работала редактором издания The New England Historical and Genealogical Register, где составила предметный указатель к его первым шестидесяти томам. В 1910 году она в течение года работала ассистентом в отделе искусств Бостонской публичной библиотеки, затем в течение двух лет возглавляла библиотеку Бюро промышленного жилья и транспорта США (U.S. Bureau of Industrial Housing and Transportation) в Вашингтоне. После этого преподавала в Кембриджской школе архитектуры и ландшафтной архитектуры и на факультете ландшафтной архитектуры Гарвардской высшей школы дизайна.
С 1911 по 1924 год Хаббард работала библиотекарем Школы ландшафтной архитектуры в Гарвардском университете. Став затем первым библиотекарем Landscape Architecture Librarian этого университета. В Гарвардском университете создала обновлённую библиотеку, объединив коллекции, хранящиеся в разных местах университета. Её брат Сидни Кимбелл, который работал в Школу архитектуры в Гарварде, получил стипендию Шелдона за поездку в Европу передал свою должность ассистента в библиотеке сестре на время своего отсутствия. Теодоре пришлось основательно ознакомиться и изучить ландшафтную архитектуру.
В 1918 году Теодора Хаббард стал ассоциированным членом Американского общества ландшафтных архитекторов, а в 1919 году стала первой женщиной, принятой в Американский институт городского планирования. В том же году она разработала первую классификацию Библиотеки Конгресса.
Теодора покинула Гарвард в 1924 году, когда вышла замуж за Генри Хаббарда — профессора Гарварда и редактора-основателя журнала Landscape Architecture Magazine. Но она продолжала оказывать помощь библиотеке в качестве консультанта. Некоторое время она работала в консультативном комитете президента США Герберта Гувера по зонированию в Вашингтоне в качестве эксперта, а также была членом исследовательского комитета Президентской конференции по жилищному строительству и домовладению (President’s Conference on Home Building and Home Ownership).
Умерла в ноябре 1935 года в Милтоне, штат Массачусетс.